# Acmaeoderoides distinctus
Acmaeoderoides distinctus är en skalbaggsart som beskrevs av Nelson 1968. Acmaeoderoides distinctus ingår i släktet Acmaeoderoides och familjen praktbaggar. Inga underarter finns listade i Catalogue of Life.